# Marcel Dantheny
Marcel Dantheny (Esbly, 9 gennaio 1936 – Neuilly-sur-Seine, 25 ottobre 2024) è stato un calciatore francese.

## Biografia
Sin da piccolo giocò a calcio nel ruolo portiere.
Era alto 1 metro e 79 centimetri (5' 10'').
Aveva una figlia, Caroline Dantheny, che è un'artista, dopo essere stata una stilista.

## Carriera
Cresciuto nelle giovanili del piccolo club di Esbly, sua città natale, a 19 anni viene acquistato dallo Stade Reims ricoprendo il ruolo di terzo portiere. Nella prima edizione della Coppa dei Campioni (avvenuta pochi mesi dopo il suo approdo a Reims), per via dell'indisponibilità degli altri due portieri Sinibaldi e Jacquet, gioca la prima partita del club nella competizione, nella vittoria 2-0 contro i danesi dell'Aahrus, diventando il primo portiere francese a giocare una partita di Coppa dei Campioni (l'odierna Champions League).
Nel 1957 diventa Campione del mondo militare con la Francia a Buenos Aires, in Argentina, insieme a calciatori come Yvon Douis, Rachid Mekhloufi, Jean Wendling, Théodore Szkudlapski, Robert Siatka e Ginès Liron.
Viene poi acquistato dall'US Valenciennes-Anzin, oggi Valenciennes FC. Nel 1961 arriva al Girondins de Bordeaux (meglio noto come Bordeaux) per poi tornare allo Stade Reims, dove si laurea campione di Francia nel 1962. L'anno successivo passa al Troyes(oggi noto anche come ESTAC) per poi unirsi al Red Star, in Ligue 2. Aiuta il club a raggiungere la Ligue 1 nel 1965 e nel 1967, in seguito alla fusione tra Red Star e Toulouse, non è più portiere titolare, ma rifiuta di essere trasferito al Boulogne. Per via di un contratto a lungo termine, non riesce a liberarsi, così inizia una guerriglia legale tra Marcel Dantheny, il presidente del Red Star, la Commissione legale e il Comitato misto della LFP (Ligue de football professionnel), la Federcalcio francese e l'UNFP. Nel gennaio del 1968, a Dantheny fu concesso di interrompere gli allenamenti con il Red Star e a giugno fu liberato dal suo contratto. La sua esperienza fu importantissima per l'evoluzione verso il contratto "a tempo", che entrò in vigore nel luglio del 1969, un anno dopo.
Nel 1968, una volta liberato dal contratto con il Red Star, arriva al Drouais (con sede a Dreux), famosa per aver avuto nelle giovanili il calciatore Patrick Vieira, dove rimane fino al 1972, anno del suo passaggio al Mantois. Fa parte poi delle rose di Puteaux, Stade Français e Rueil-Malmaison, dove conclude la sua carriera calcistica all'età di 53 anni. Si è poi unito al Club des Internationaux de Football, con il quale ha preso parte a molte partite amichevoli.

## Palmarès
- Premio "International universitaire, amateur, espoir, et militaire"
- Vicecampione d'Europa con lo Stade Reims nel 1956
- Campione del mondo militare con la Francia a Buenos Aires nel 1957
- Campione di Francia con lo Stade Reims nel 1962
- Vicecampione di Francia D2 con il Red Star nel 1965

## Statistiche
- 1 partita in Coppa dei Campioni
- 71 partite in Division 1 (Ligue 1)
- 213 partite in Division 2 (Ligue 2)